# SYPL2
SYPL2 (англ. Synaptophysin like 2) – білок, який кодується однойменним геном, розташованим у людей на 1-й хромосомі. Довжина поліпептидного ланцюга білка становить 272 амінокислот, а молекулярна маса — 30 156.
| 10         |  | 20         |  | 30         |  | 40         |  | 50         |
| ---------- |  | ---------- |  | ---------- |  | ---------- |  | ---------- |
| MSSTESAGRT |  | ADKSPRQQVD |  | RLLVGLRWRR |  | LEEPLGFIKV |  | LQWLFAIFAF |
| GSCGSYSGET |  | GAMVRCNNEA |  | KDVSSIIVAF |  | GYPFRLHRIQ |  | YEMPLCDEES |
| SSKTMHLMGD |  | FSAPAEFFVT |  | LGIFSFFYTM |  | AALVIYLRFH |  | NLYTENKRFP |
| LVDFCVTVSF |  | TFFWLVAAAA |  | WGKGLTDVKG |  | ATRPSSLTAA |  | MSVCHGEEAV |
| CSAGATPSMG |  | LANISVLFGF |  | INFFLWAGNC |  | WFVFKETPWH |  | GQGQGQDQDQ |
| DQDQGQGPSQ |  | ESAAEQGAVE |  | KQ         |  |            |  |            |

A: Аланін

C: Цистеїн

D: Аспарагінова кислота

E: Глутамінова кислота

F: Фенілаланін

G: Гліцин

H: Гістидин

I: Ізолейцин

K: Лізин

L: Лейцин

M: Метіонін

N: Аспарагін

P: Пролін

Q: Глутамін

R: Аргінін

S: Серин

T: Треонін

V: Валін

W: Триптофан

Задіяний у такому біологічному процесі, як альтернативний сплайсинг. 
Локалізований у мембрані.